# 원주소방서

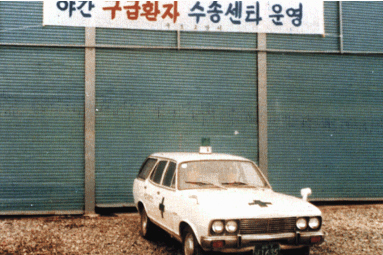
1982년 원주소방서 119구급대 모습

원주소방서(原州消防署, Wonju Fire Station)는 강원특별자치도 원주시를 관할하는 강원특별자치도 소방본부 산하의 소방서이다.
소방서장은 소방정으로 보한다.

## 연혁
- 1970년 5월 7일: 원주소방서 개서
- 2010년 4월 2일: 횡성소방서 분리
- 2019년 10월 28일 : 원주시 동부순환로 201로 이전

## 조직
| - 소방행정과 - 소방행정계 - 예산장비계 | - 예방안전과 - 예방홍보계 - 민원계 | - 방호구조과 - 방호사법계 - 구조구급계 | - 현장대응과 |

## 관할센터 및 관할구역
원주소방서는 10개의 119안전센터와 1개의 구조대를 산하에 두고 있다.
| 명칭                 | 사진 | 주소                    | 관할구역                               | 지역대        | 사진 |
| -------------------- | ---- | ----------------------- | -------------------------------------- | ------------- | ---- |
| 혁신119안전센터      |      | 동부순환로 201 (반곡동) | 반곡관설동, 행구동, 봉산동             |               |      |
| 명륜119안전센터      |      | 남원로 467 (명륜동)     | 명륜동,무실동, 단구동 일부지역         |               |      |
| 학성119안전센터      |      | 학성길 122 (학성동)     | 중앙동, 학성동, 단계동, 원인동, 일산동 |               |      |
| 단구119안전센터      |      | 강변로 255 (단구동)     | 단구동, 개운동                         |               |      |
| 신림119안전센터      |      | 신림면 치악로 27        | 신림면, 판부면                         |               |      |
| 우산119안전센터      |      | 우산공단길 9 (우산동)   | 우산동, 호저면                         |               |      |
| 태장119안전센터      |      | 태장공단길 4 (태장동)   | 태장1·2동, 소초면                      | 소초119지역대 |      |
| 문막119안전센터      |      | 문막읍 문막시장1길 90   | 문막읍, 부론면                         | 부론119지역대 |      |
| 흥업119안전센터      |      | 흥업면 북원로 1569-81   | 흥업면, 귀래면, 무실동                 | 귀래119지역대 |      |
| 기업119안전센터      |      | 지정면 기업도시로 220   | 지정면                                 |               |      |
| 원주소방서 119구조대 |      | 동부순환로 201 (반곡동) | 강원특별자치도 원주시 일원             |               |      |

## 사건사고
- 원주 왕국회관 화재 사고

## 같이 보기
- 대한민국 소방청
- 대한민국의 소방
- 소방관 계급